# Święta Góra Polanowska

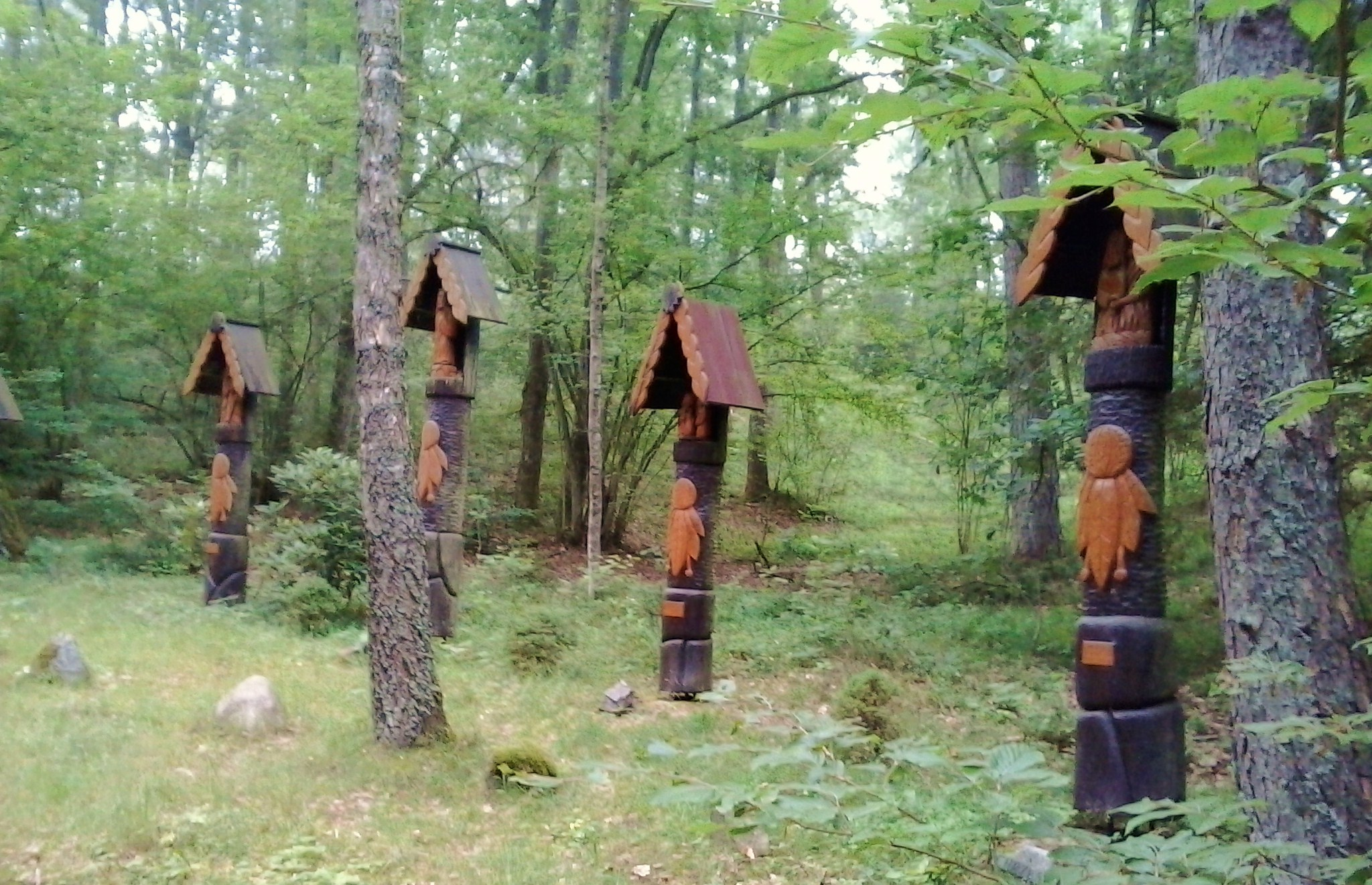
Droga krzyżowa

Święta Góra Polanowska – wzniesienie o wysokości 155,2 m n.p.m. na Pojezierzu Bytowskim, położone w województwie zachodniopomorskim, powiecie koszalińskim, w gminie Polanów; 2 km na południowy zachód od Polanowa, w pobliżu siedziby nadleśnictwa.

## Położenie

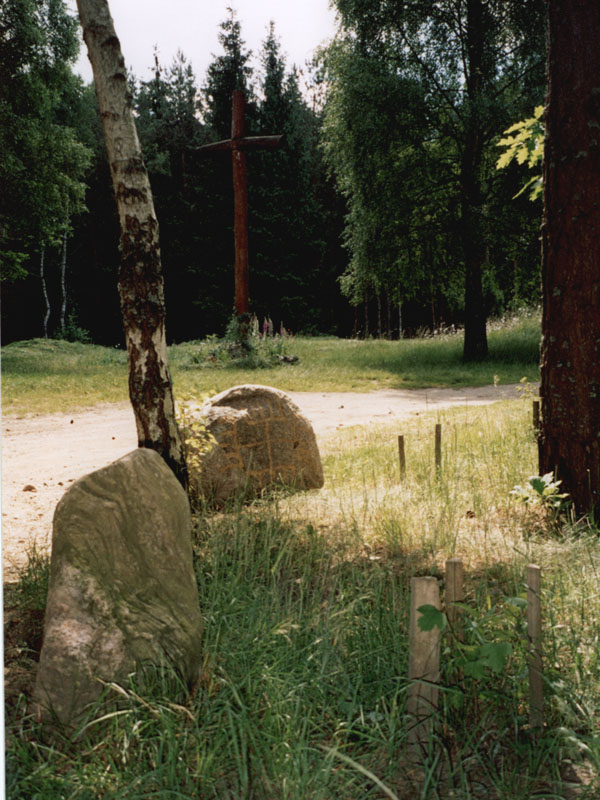
Krzyż na szczycie Świętej Góry Polanowskiej

Święta Góra Polanowska znajduje się na północno-zachodnim krańcu Pojezierza Bytowskiego.

## Historia
W czasach przedchrześcijańskich, według podań, miejscowa ludność zbierała się tu, aby oddawać cześć słowiańskim bogom i czerpać wodę ze świętego źródła. W XII wieku, za sprawą św. Ottona z Bambergu, na górze powstała drewniana kaplica pod wezwaniem Maryi oraz postawiono krzyż, który był znakiem kultu chrześcijańskiego. Od XIII wieku, gdy kaplica była pod opieką cystersów, rozwijała się tu tradycja pielgrzymowania dla Pomorzan i ludów z sąsiednich dzielnic kraju Polan. Następnie w XIV wieku na jej miejscu mogła zostać wzniesiona kolejna świątynia. Kolejna hipoteza zakłada, że wewnątrz bogato wyposażonej świątyni znajdował się wizerunek Maryi oraz 12 figur apostołów wykonanych ze złota. Na podstawie dokumentu z 1435 r. przyjmuje się, że pielgrzymowanie na Świętą Górę Polanowską w wieku XIV było stosunkowo nieliczne i rozwinęło się dopiero w XV wieku. Pielgrzymowanie mogło mieć miejsce jeszcze do końca XVI wieku, mimo wcześniej wprowadzanej na Pomorzu Zachodnim reformacji. Na początku XVII wieku przystąpiono do rozbiórki kościoła, która trwała blisko kilkadziesiąt lat. Po 1544 cystersi opuścili to miejsce, zabierając ze sobą figurę Maryi, prawdopodobnie do Pelplina. W wyniku tego tradycja pielgrzymkowa praktycznie wygasła.
W 1953 roku wprowadzono urzędowo zarządzeniem nazwę Święta Górka, zastępując poprzednią niemiecką nazwę Heiliger Berg.
Od 2002 miejsce to jest pustelnią ojców franciszkanów z prowincji św. Maksymiliana Marii Kolbego w Gdańsku, z klasztoru w Darłowie. Pustelnia zaprojektowana została w stylu pomorskim – oparta na wzornictwie budownictwa kaszubskiego. Bywają w niej Msze św. z kaszubską liturgią słowa. Na jej dachach znajdują się krzyże – m.in. Krzyż Świętego Ducha. Pomysłodawcą, mieszkańcem i gospodarzem pustelni był o. Janusz Jędryszek OFM Conv. Obecnie w kaplicy przy pustelni czczona jest Iwerska Ikona Matki Bożej (Bramy Niebiańskiej), poświęconej przez prawosławnego biskupa wrocławsko-szczecińskiego.
1 stycznia 2020 ustalono nazwę obiektu w formie Święta Góra Polanowska.

## Szlak dojściowy i pomniki
Na szczyt prowadzi droga krzyżowa z rzeźbami ludowymi. Nieco w bok od ścieżki dojściowej wypływa źródło zwane Studnią Zdrowia, z którym wiążą się legendy o uzdrowieniach.
Obok świątyni wznosi się krzyż z napisem w języku polskim i niemieckim o treści: Gdy gaśnie pamięć ludzka dalej mówią kamienie.
Od 2013 roku Święta Góra Polanowska leży na pielgrzymkowej trasie Pomorskiej Drogi św. Jakuba, wiodącej do katedry w Santiago de Compostela.